# Хосе Рікардо Перес
Хосе Рікардо Перес (ісп. José Ricardo Pérez, нар. 24 жовтня 1963, Калі) — колумбійський футболіст, що грав на позиції півзахисника. По завершенні ігрової кар'єри — тренер. З 2014 року очолює тренерський штаб команди «Бояка Чіко».
Виступав, зокрема, за клуби «Онсе Кальдас» та «Атлетіко Насьйональ», а також національну збірну Колумбії.
Володар Кубка Лібертадорес.

## Клубна кар'єра
У дорослому футболі дебютував 1981 року виступами за команду «Онсе Кальдас», у якій провів п'ять сезонів, взявши участь у 124 матчах чемпіонату. Більшість часу, проведеного у складі «Онсе Кальдас», був основним гравцем команди.
Протягом 1987 року захищав кольори клубу «Атлетіко Хуніор».
Своєю грою за останню команду привернув увагу представників тренерського штабу клубу «Атлетіко Насьйональ», до складу якого приєднався 1987 року. Відіграв за команду з Медельїна наступні п'ять сезонів своєї ігрової кар'єри. Граючи у складі «Атлетіко Насьйональ» також здебільшого виходив на поле в основному складі команди.
Протягом 1993—1994 років захищав кольори клубу «Санта-Фе».
Завершив ігрову кар'єру у команді «Індепендьєнте Медельїн», за яку виступав протягом 1995 року.

## Виступи за збірну
У 1987 році дебютував в офіційних матчах у складі національної збірної Колумбії.
У складі збірної був учасником розіграшу Кубка Америки 1987 року в Аргентині, на якому команда здобула бронзові нагороди, чемпіонату світу 1990 року в Італії, розіграшу Кубка Америки 1993 року в Еквадорі, на якому команда здобула бронзові нагороди.
Загалом протягом кар'єри в національній команді, яка тривала 11 років, провів у її формі 19 матчів, забивши 1 гол.

## Кар'єра тренера
Розпочав тренерську кар'єру, повернувшись до футболу після тривалої перерви, 2008 року, очоливши тренерський штаб клубу «Інтер Анцоатегуї», де пропрацював з 2008 по 2009 рік.
З 2014 року очолює тренерський штаб команди «Бояка Чіко».

## Титули і досягнення
- Володар Кубка Лібертадорес (1):

«Атлетіко Насьйональ»: 1989